# Saint-Micaud
Saint-Micaud ist eine französische Gemeinde mit 274 Einwohnern (Stand: 1. Januar 2022) im Département Saône-et-Loire in der Region Bourgogne-Franche-Comté (vor 2016 Bourgogne); sie gehört zum Arrondissement Autun (bis 2017: Chalon-sur-Saône) und ist Teil des Kantons Blanzy (bis 2015 Mont-Saint-Vincent).

## Geografie
Saint-Micaud liegt etwa 28 Kilometer ostsüdöstlich von Autun. Umgeben wird Saint-Micaud von den Nachbargemeinden Saint-Laurent-d’Andenay im Norden, Saint-Martin-d’Auxy im Norden und Nordosten, Saint-Privé im Osten, Le Puley im Osten und Südosten, Genouilly im Südosten, Collonge-en-Charollais im Süden, Mont-Saint-Vincent im Südwesten, Marigny im Westen sowie Saint-Eusèbe im Nordwesten.

## Bevölkerungsentwicklung
| Jahr                      | 1936 | 1954 | 1962 | 1968 | 1975 | 1982 | 1990 | 1999 | 2006 | 2013 |
| Einwohner                 | 317  | 270  | 275  | 240  | 253  | 226  | 242  | 203  | 235  | 270  |
| Quelle: Cassini und INSEE |      |      |      |      |      |      |      |      |      |      |

## Sehenswürdigkeiten
- Pierre-aux-Fées (Saint-Micaud); Menhir Monument historique seit 1923
- Kirche Saint-Pierre
- Schloss Saint-Micaud aus dem 17. Jahrhundert

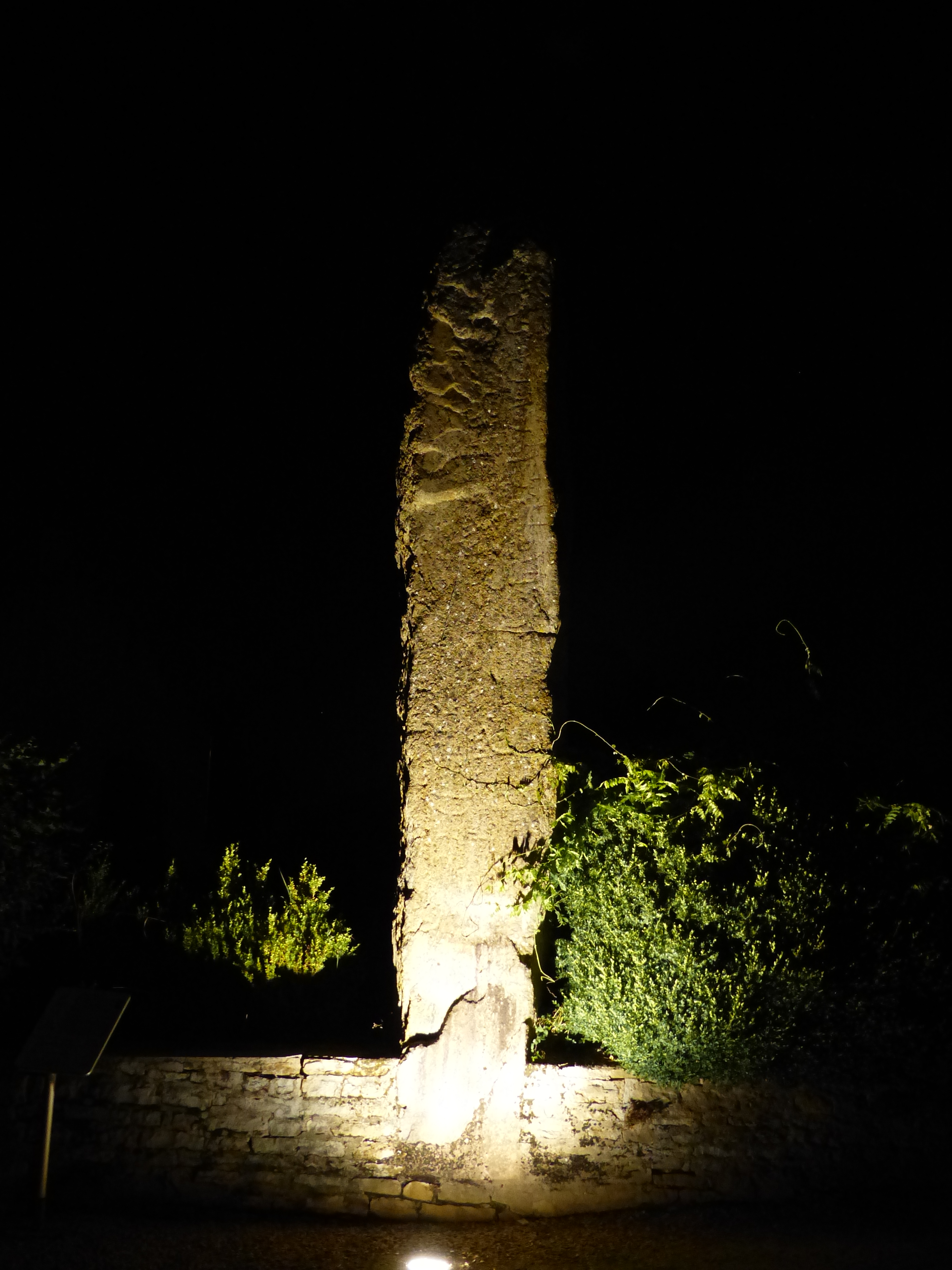
Menhir (Pierre aux Fées)
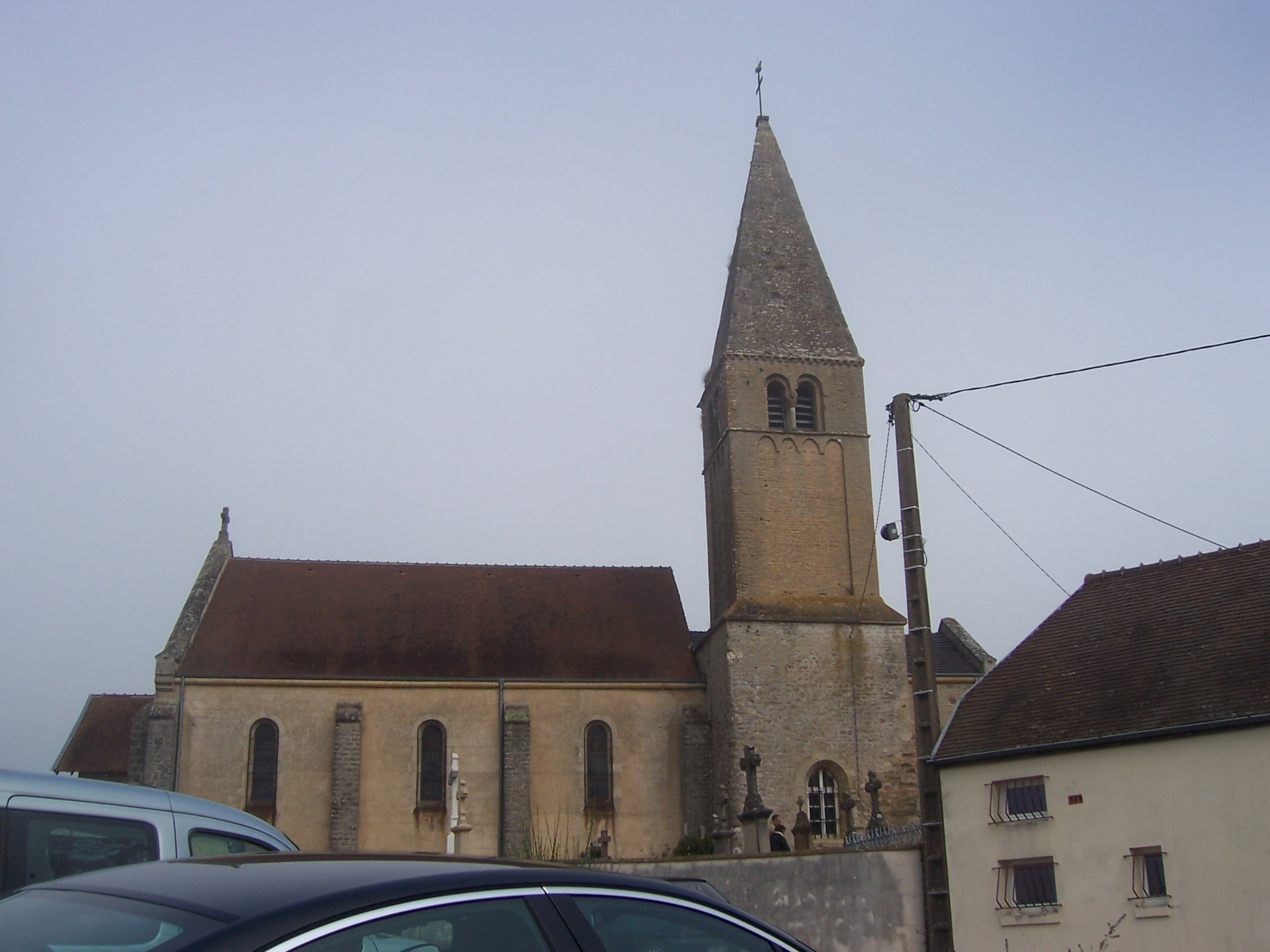
Kirche Saint-Pierre